# Stictocardia lutambensis
Stictocardia lutambensis är en vindeväxtart som först beskrevs av Schulze-menz, och fick sitt nu gällande namn av Bernard Verdcourt. Stictocardia lutambensis ingår i släktet Stictocardia och familjen vindeväxter. Inga underarter finns listade i Catalogue of Life.